# Frakce Rudé armády

Znak Frakce Rudé armády – rudá hvězda a samopal Heckler & Koch MP5

Frakce Rudé armády (německy Rote Armee Fraktion, zkratkou RAF) byla západoněmecká ultralevicová teroristická skupina aktivní v letech 1970–1998. Sami se označovali jako komunistická městská partyzánská skupina. Skupinu založili v roce 1970 Andreas Baader, Gudrun Ensslinová, Horst Mahler, Ulrike Meinhofová, Irmgard Möllerová a další.

## Původ
Původ skupiny lze najít ve studentském hnutí v západním Německu na konci šedesátých let 20. století. Pokojné protesty se změnily v nepokoje 2. června 1967, když Muhammad Rezá Pahlaví, íránský šáh, navštívil Západní Berlín. Po dni prudkých protestů exilových Íránců podporovaných německými studenty, navštívil šáh Berlínskou operu, kde se shromáždili demonstranti. Během demonstrací u budovy opery byl německý student Benno Ohnesorg zastřelen policistou (a spolupracovníkem Stasi) Karl-Heinz Kurrasem. Tento čin byl kvalifikován jako nutná sebeobrana a Kurras byl osvobozen. Reakcí na tyto události byl vznik několika radikálních skupin jako Hnutí 2. června či skupiny okolo Andrease Baadera.
Andreas Baader, jeho přítelkyně Gudrun Ensslinová, dále Thorwald Proll a Horst Söhnlein z protestu proti válce ve Vietnamu spáchali 2. dubna 1968 dva bombové útoky na obchodní domy ve Frankfurtu nad Mohanem. Krátce nato byli zatčeni. Poté, co se odvolali, byli v listopadu 1969 propuštěni, rozsudek však byl potvrzen a skupina až na Söhnleina, který ji opustil, utekla do ciziny. Po pobytu ve Francii, Švýcarsku a Itálii se vrátili do Německa, kde na ně byl vydán zatykač. Baader a jeho kumpáni se přidali ke skupině vedené právníkem Mahlerem, ale 3. dubna 1970 byli dopadeni na západoberlínském hřbitově při předávce zbraní. Policejní akce skončila pouze dopadením Baadera, ostatní využili tmy a uprchli.

## Vznik RAF

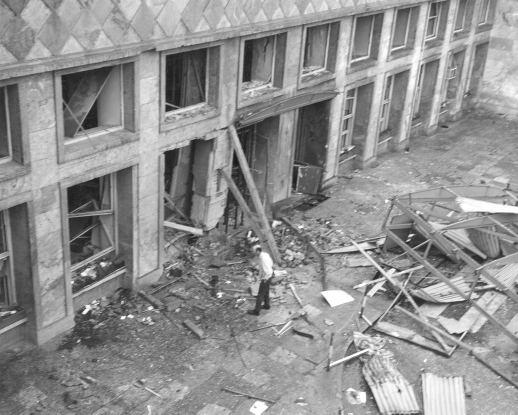
Následky útoku na americké velitelství ve Frankfurtu nad Mohanem: zabit podplukovník Paul Bloomquist, 13 zraněných

Baadera často ve vězení navštěvovali právník Horst Mahler, sympatizující novinářka Ulrike Meinhofová a pod falešnou identitou i hledaná Gudrun Ensslinová, která využila padělané legitimace pracovnice advokátní komory na jméno Greta Weltemeier. Byl naplánován Baaderův útěk. Baader navštívil 14. května 1970 studovnu Institutu pro sociální otázky, kde na něj čekala Ulrike Meinhofová. Později se k ní přidaly Ingrid Schubertová a Irene Georgensová, která byla přítelkyní Ulrike. Rozhodující roli sehrál další terorista Hans-Jürgen Bäcker, kterému Schubertová otevřela, ačkoliv do studovny kvůli přítomnosti Baadera neměl mít nikdo přístup. Bäcker postřelil do břicha archiváře Georga Linkeho, za pomoci ostatních odzbrojil ostrahu a poté všichni včetně Baadera utekli oknem.
Útěkem Baadera z vězení vznikla první generace RAF někdy označovaná jako „Skupina Baader-Meinhofová“. Aby seznámili svět se svou existencí, využili známé francouzské novinářky Michéle Rayové, kterou pozvali do Berlína. Několik měsíců trénovali v Jordánsku u palestinské organizace Fatah a pak v letech 1970–1972 provedli sérii přepadení bank. V květnu 1972 zahájila RAF sérii bombových útoků, tzv. Květnovou ofenzívu:
- 11. května, v reakci na zaminování severovietnamských přístavů[3], odpálilo „komando Petry Schelmové“ (zabita při přestřelce s policií 15. července 1971) nálože ve velitelství americké armády ve Frankfurtu nad Mohanem. Výbuch zabil jednoho vojáka a třináct zranil.
- 13. května nastražilo „komando Thomase Weissbeckera“ nálože v policejních stanicích v Mnichově (dvanáct raněných) a Augsburgu (jeden raněný). Akce byla odplatou za smrt Weissbeckera[4], zastřeleného policií 2. března 1972.
- 15. května umístilo „komando Manfreda Grashofa“ nálož do auta Wolfganga Buddenberga, soudce nejvyššího soudu v Karlsruhe. Výbuchem byla těžce zraněna jeho manželka Gerta Buddenbergová, která do auta nastoupila místo něj. Grashof byl postřelen 2. března 1972 při pokusu o vyzvednutí věcí z Weissbeckerova bytu a soudce Buddenberg nařídil jeho přesun z nemocnice do vězeňské cely a později izolace. Buddenberg byl komandem obviňován z porušování práv vězňů RAF.[5]
- 19. května uložilo „komando 2. června“ (datum zastřelení Benno Ohnesorga) časované nálože v budově vydavatelství Springer v Hamburku. Celkem tři telefonická varování byla ignorována a výbuch si vyžádal sedmnáct raněných. Útok byl reakcí na zaujetí novin namířené proti Nové levici, komunistickým stranám a osvobozeneckým hnutím.[6]
- 24. května, v reakci na bombardování Vietnamu[7], uložilo „komando 15. července“ časované nálože ve velitelství americké armády v Heidelbergu. Výbuch zabil tři vojáky a pět zranil.

V červnu 1972 pak byli krátce po sobě zatčeni zbývající členové tzv. první generace RAF Gudrun Ensslinová, Brigitte Mohnhauptová, Bernhard Braun a Ulrike Meinhofová.
Jednou z největších akcí RAF bylo přepadení západoněmeckého velvyslanectví ve Stockholmu 24. dubna 1975, kterého se zúčastnili jak členové RAF, tak i bývalí členové jiné levicové teroristické organizace, SPK. Teroristé požadovali propuštění zatčených osob ze skupiny Baader-Meinhofová. Obléhání velvyslanectví trvalo necelých dvanáct hodin a zahynuli při něm dva rukojmí a dva únosci. Členové skupiny Baader-Meinhofová byli odsouzeni v roce 1977. Meinhofová se v cele oběsila 9. května 1976, spekuluje se, že důvodem byly spory a konflikty s ostatními z RAF především s Gudrun Ensslinovou, sice méně slavnou, ale ve skutečnosti vůdčí postavou RAF. Objevily se však i pochybnosti, zda šlo o sebevraždu. Mezinárodní komise složená z aktivistů 15. prosince 1978 v Paříži vyslovila podezření, že na oprátku zhotovenou z útržků vězeňských ručníků Meinhofovou někdo pověsil už mrtvou. Podezřelých okolností bylo více, mezi jinými i výrok její sestry, která prohlásila, že Ulrika nikdy na sebevraždu nepomýšlela. Při návštěvě ve vězení prý sestře řekla: „Až uslyšíš, že jsem si vzala život, můžeš si být jista, že mě zavraždili.“

## Druhá generace
Právě v souvislosti s procesem proti členům RAF zvýšila aktivitu druhá generace RAF, mezi které patřili mimo jiné Christian Klar, Brigitte Mohnhauptová, Knut Folkerts a Günter Sonnenberg. V září 1977 unesli Hannse-Martina Schleyera, prezidenta Německého svazu zaměstnavatelů (bývalého příslušníka jednotek SS, mj. spoluzodpovědného za arizaci protektorátního průmyslu), a požadovali propuštění vězněných členů RAF. Ve stejnou dobu skupina arabských teroristů pod velením „kapitána“ Martyra Mahmuda (vlastním jménem Zohjar Júsuf Akaša) unesla let Lufthansa 181 na cestě z Mallorky, jejich požadavkem také bylo propuštění členů RAF a navíc dvou členů Lidové fronty pro osvobození Palestiny. Požadavkům nebylo vyhověno a letadlo po dramatické cestě a zastřelení kapitána Jürgena Schumanna bylo na letišti v Mogadišu osvobozeno německou speciální jednotkou GSG 9. Následující den ráno byli ve svých celách nalezeni Andreas Baader, Gudrun Ensslinová a Jan-Carl Raspe mrtví, během noci spáchali podle oficiální verze sebevraždu. Unesený Schleyer byl zastřelen. Skupina pokračovala v útocích proti policejním a americkým vojenským cílům. Počátkem 80. let skupinu opustilo mnoho členů, kteří dostali novou identitu ve Východním Německu. Z hlavních osob byli v roce 1982 zatčeni Brigitte Mohnhauptová a Christian Klar.

## Třetí generace
Třetí generace RAF se v letech 1985–1993 zaměřila výhradně na atentáty, které byly podstatně jednodušší, než únosy a vydírání, přičemž mezi cíle teroru už nepatřili hlavní „představitelé německého kapitalismu a imperialismu“, ale také osoby širší veřejnosti prakticky neznámé. Mezi jejich oběti patří průmyslník Ernst Zimmermann, člen představenstva Siemensu Karl-Heinz Beckurts a vedoucí odboru na ministerstvu zahraničí Gerold von Braunmühl. Obětí posledního úspěšného atentátu RAF se 1. dubna 1991 stal Detlev Karsten Rohwedder, ředitel státní organizace Treuhand zodpovědné za privatizaci východoněmeckých podniků. V březnu 1993 podnikla RAF bombový útok na stavbu nové věznice ve Weiterstadtu a krátce poté měli být na základě práce tajného agenta, který pronikl do RAF, zatčeni Birgit Hogefeldová a Wolfgang Grams. Grams při zatýkání zastřelil jednoho policistu a druhého postřelil. Grams se následně střelil do hlavy a následkům zranění posléze v nemocnici podlehl.
Podle faxu, zaslaného agentuře Reuters 20. dubna 1998, byla RAF rozpuštěna.

## Frakce Rudé armády v umění
- V roce 1994 malíř Josef Žáček vystavil v pražské galerii Behémót sérii kontroverzních portrétů hledaných členů poslední generace R.A.F.[10], které vytvořil rok před tím při svém pobytu ve Švýcarsku a které byly inspirovány událostmi v Bad Kleinen v červnu 1993. Výstava vzbudila velký ohlas[11]; autor klade otázky o smyslu a povaze anarchie a terorismu.[12][13]

- V roce 2008 byl podle předlohy Stefana Austa natočen film Baader Meinhof Komplex[14], popisující činnost RAF od jejích počátků, tedy od návštěvy íránského šáha Muhammada Rezá Pahlavího, po smrt hlavních představitelů první generace. Do českých kin byl film uveden 9. dubna 2009.

- Problematikou RAF se často zabývá ve svém díle i rakouská spisovatelka Elfriede Jelineková.

- Snímek Reinharda Hauffa Stammheim (1985) rekonstruuje soudní líčení s představiteli RAF na základě dochovaných protokolů z procesu. Děj je omezen téměř výlučně na jednací síň a během procesu používá zaznamenané originální citáty přítomných. V roce 1986 snímek získal na Berlinale Zlatého medvěda.
- Vyobrazení a narážky na R.A.F. se objevují ve videoklipu písně "Deutschland" od německé kapely Rammstein.
- V britském televizním seriálu Profeionálové, S01e07, CI5 pátrá po německé teroristické skupině Myer – Helmutová.